# Donja Šušaja
Donja Šušaja (en serbocroata: Donja Šušaja / Доња Шушаја; en albanés: Shoshajë e Poshtme) es un pueblo en el municipio de Preševo del distrito de Pčinja de Serbia. Donja Šušaja es parte de la zona de Serbia de mayoría albanesa en torno al valle de Preševo.  

## Historia
El pueblo de Donja Šušaja fue fundado en 1880 por una familia noble albanesa conocida como Reka-Fondaj.
En septiembre de 2011, la asamblea de diputados albaneses de Preševo, Bujanovac y Medveđa instó a los albaneses de Serbia a boicotear el censo previsto para octubre de ese año. 

## Demografía
La evolución demográfica de Donja Šušaja entre 1948 y 2011 fue la siguiente:
| 196                                                 | 237 | 235 | 235 | 286 | 310 | 342 |
| (Fuente: Population of Serbia since Yugoslav times) |     |     |     |     |     |     |

Según el censo de 2002, los albaneses representaban el 99,7% de la población (341 personas).En el censo yugoslavo de 1961, los albaneses eran el 83% de la población local y los serbios, el 12,77%.

## Infraestructura

### Transporte
El pueblo está situado en la autopista E75 que va desde Belgrado, a través de Skopie, hasta Salónica.